# 2915 Москвіна
2915 Москвіна (2915 Moskvina) — астероїд головного поясу, відкритий 22 серпня 1977 року.
Тіссеранів параметр щодо Юпітера — 3,373.